# Владимир Калайджиев
Владимир Христов Калайджиев (Коце) е участник в Съпротивителното движение по време на Втората световна война, партизанин. Български лекар, заслужил лекар.

## Биография
Владимир Калайджиев е роден на 22 ноември 1921 година в град София в семейство на бежанци от Македония. Учи медицина в Софийския университет. Тук е активен член на БОНСС. От 1937 година е Член на РМС от 1937 г. и на БРП (к) от 1943 г.
Прекъсва образованието си и участва в Съпротивителното движение през Втората световна война. Партизанин и командир на чета „Бачо Киро“ от Партизанска бригада „Чавдар“ (София) (юли 1943). Политкомисар на Четвърта софийска въстаническа бригада.
На 22 септември 1944 година е назначен за помощник-командир на Шести пехотен търновски полк. Бил е помощник-командир на първа пехотна софийска дивизия. Участва в първата фаза на войната срещу нацистка Германия.
Довършва следването си по медицина (1947). Специализира микробиология в София и Ленинград, имунология и алергология в Лондон и Париж. Всепризнат създател на съвременната противоепидемиологична мрежа и на Хигиенно-епидемиологична инспекция (ХЕИ), наследена от РИОКОЗ. Инициатор и строител на много сгради с медицинско приложение, включително на Центъра по хигиена От 1948 г. е дивизионен лекар. В периода 1951 – 1962 г. е директор на Института по епидемиология и микробиология при Министерството на народното здраве и научен сътрудник в секцията по имунология на БАН.
Заместник-министър на народното здраве (1962 – 1970). Заместник-председател на Съвета по възпроизводство на човешки ресурси към Държавния съвет на НРБ (1971 – 1986). Народен представител и председател на Комисията по защита на обществените интереси и правата на гражданите в Народното събрание. Кандидат-член на (1966 – 1986) и член на ЦК на БКП (1986 – 1989).
Награждаван е с орден „За храброст“, IV степен, 2 клас, съветския орден „Червено знаме“ и орден „Георги Димитров“.